# Ciucea (gmina)
Ciucea – gmina w Rumunii, w okręgu Kluż. Obejmuje miejscowości Ciucea i Vânători. W 2011 roku liczyła 1547 mieszkańców.